# Death Race: Beyond Anarchy
Death Race: Beyond Anarchy is een Amerikaanse actiefilm uit 2018, geregisseerd door Don Michael Paul. Het is de vierde film in de Death Race remake-serie en een vervolg op de film Death Race 3: Inferno uit 2013.

## Verhaal
De film begint met berichten over de achteruitgang van de Amerikaanse economie en de hoge werkloosheid en criminaliteit in de Verenigde Staten. In sommige steden heerst anarchie. De actie van de film wordt overgebracht naar de gevangenis Sprawl, die wettelijk wordt gecontroleerd door het bedrijf Weyland, maar in feite regeren de gevangenen daar zelf, waarvan Frankenstein de koning de eeuwige kampioen van de Death Race is. Hij heeft feitelijk een strikte dictatuur in de gevangenis gevestigd.
Eens in de zes maanden wordt de door de officiële regering illegaal verklaarde Death Race gehouden, waarvan de winnaar, volgens de bijgewerkte regels, de plaats inneemt van Frankenstein en de "koning van de gevangenis" wordt. Precies tijdens de laatste race van de Death Race, waarin Frankenstein opnieuw de winnaar is, stuurt het bedrijf Weyland een groep speciale troepen om de orde in de gevangenis te herstellen en Frankenstein uit te schakelen, maar ze worden in de val gelokt en omringd.
Bijna alle strijders sterven, de gewonden worden afgemaakt met een kettingzaag. Het hoofd van de Weyland Corporation belt zijn baas en zegt dat als ze niet snel de controle over de gevangenis terugkrijgen, de regering het van het bedrijf zal overnemen. Omdat hij zijn positie niet wil verliezen, besluit hij sergeant Connor Gibson undercover naar de gevangenis te sturen om Frankenstein uit te schakelen.

## Rolverdeling
| Acteur            | Personage                |
| ----------------- | ------------------------ |
| Zach McGowan      | Connor Gibson            |
| Danny Glover      | Bob "Baltimore Bob"      |
| Danny Trejo       | Goldberg                 |
| Fred Koehler      | Lists                    |
| Christine Marzano | Jane                     |
| Velislav Pavlov   | Frankenstein             |
| Nolan North       | De stem van Frankenstein |
| Yennis Cheung     | Rose "Gypsy Rose"        |
| Cassie Clare      | Bexie                    |
| Lucy Aarden       | Carley                   |
| Nicholas Aaron    | Johnny Law               |
| Cameron Jack      | De directeur             |
| Terence Maynard   | Valentine                |

## Prijzen en nominaties
| Jaar | Prijs                           | Categorie    | Genomineerde(n)   | Uitslag  |
| ---- | ------------------------------- | ------------ | ----------------- | -------- |
| 2018 | International Motor Film Awards | Beste stunts | Stanimir Stamatov | Gewonnen |